# Universom
Universom — D'autres mondes, d'autres galaxies est une gamme de jeu de rôle éditée par Siroz et Thery-Bouchaud et Cie entre 1987 et 1988 (ce fut la deuxième gamme de Siroz après Zone). Chaque jeu se présente sous la forme de trois petits livrets entourés d'une couverture faisant office d'écran (illustration d'un côté, rappel des règles de l'autre) : un livret de règles de neuf pages commun à tous les jeux, un livret de 28 pages décrivant l'univers de jeu, et un livret de 28 pages contenant un scénario.
Le concept de base est de Laurent Trémel. Trois jeux sont sortis :
- Silrin ;
- Koros, avec un supplément, Thryra ;
- Berlin XVIII, qui aura par la suite une version augmentée sous la forme d'un livre à couverture dure et constituera un jeu à part entière.

Whog Shrog devait être le quatrième jeu de la gamme, mais il sortira finalement séparément.

## Univers
Nous décrivons ici le système solaire d'Altar, commun à Silrin et à Koros. L'univers de Berlin XVIII est décrit dans l'article qui est consacré à ce jeu. Les planètes sont décrites dans leur ordre d'éloignement d'Altar et non pas par ordre de parution.

### Koros
Koros est la première planète du système d'Altar. C'est une planète géante (160 000 km de diamètre, à comparer avec les 12 800 km de la Terre…) entourée de douze satellites. La civilisation des kharènes, humaine, s'est développée sur la plus lointaine de ces lunes, Khara, la Lune Mère.
L'an 0 du calendrier Kharène correspond à l'Âge de Fer, soit 18 000 ans après l'apparition de l'homme sur Khara. La colonisation des autres lunes commença en 2248. Le premier contact avec les Thryrans se fit en 4965 et la guerre commença immédiatement. Barès, la deuxième
planète du système, fut colonisée en 5064, et Silrin en 5139. Ce bloc est une dictature militaire depuis la destruction de la lune Lomortel par les Thryrans en 9361. L'époque décrite dans le jeu commence à l'année 9845 avec l'avènement du roi Verliz Sargh IV.
Le bloc Kharène est sous la coupe d'une dictature militaire, à l'exception de Silrin, colonie indépendante, et de Khara qui est sous la coupe des prêtres d'Elenkar, le dieu créateur du monde. Les prêtres maintiennent leur indépendance grâce à leurs pouvoir mentaux et aux cristaux énergétiques, qui permettent de maintenir un écran protecteur. La population mène une vie douce et paisible, dans l'adoration d'Elenkar, le dieu créateur. Le prêtre suprême, Ion-Proha, est âgé d'un millénaire et apparaît sous la forme d'une boule d'énergie.
Les autres lunes ont été entièrement urbanisées et industrialisées, leur seul but est de soutenir l'effort de guerre contre les Thryrans. Les citoyens déclinant physiquement sont éliminés, l'espérance de vie de la population est donc de 45 ans. Le roi est entouré des chevaliers de Zerig, un ordre d'élite aux mœurs dégénérées, qui augmente ses capacités en absorbant des drogues, afin de concurrencer les pouvoirs des prêtres de Khara ; ces drogues leur permettent de vivre environ 350 ans. Le roi réside sur la lune Zerig Alpha.
L'armée et l'industrie est entièrement constituée et dirigée par des femmes fanatisées, la lune Zerig Oméga est un immense arsenal. Les hommes (et leurs compagnes) sont réduits au rang d'esclaves dans les lunes agricoles.

### Silrin
Silrin est un univers créé par Laurent Trémel et Nicolas Thery. Silrin est la troisième planète du système d'Altar. C'est une zone neutre dans la guerre qui oppose deux autres planètes, Koros et Thryra. Quatre espèces humanoïdes y cohabitent depuis 400 ans :
- Les humains, qui sont les descendants des colons de Khara ; certains se sont rebellés contre le pouvoir et forment les rebelles, qui vivent dans le désert. L'ancienne aristocratie coloniale vit elle dans La Cité, dans l'opulence, l'oisiveté et l'obésité ; c'est une corpulocratie (les votes sont pondérés en fonction du poids de la personne).
- Les Keydils, d'étranges créatures semblables à des reptiles, munis de pouvoirs psychiques et ayant une philosophie étrange pour les humains.
- Les Celnaks, humanoïdes à la peau bleue à la technologie médiévale, dont les nobles sont ailés. Ils ont une religion polythéiste, les premiers contacts avec les colons humains ont donné lieu à des légendes faisant partie intégrante de leur mythologie (les humains ne sont pas vénérés pour autant, seuls les faits ont acquis un caractère magique).
- Les Morkors, sortes d'hommes préhistoriques.

### Thryra
Thryra est la dernière planète du système. Située à 310 millions de kilomètres du soleil, ses journées durent 39 h et l'année dure 450 jours. La température varie entre –30 et +10 °C.
Les Thryrans sont un peuple d'humanoïdes velus. Bien que disposant d'une technologie aussi avancée que les kharènes, ils ont une structure sociale restée très traditionnelle ; la société est très hiérarchisée :
- au sommet se trouvent les mâles dominants au pelage noir, ce sont les guerriers,
- puis viennent les mâles au pelage gris, qui sont les ingénieurs, techniciens et ouvriers
- les femelles et les enfants ont un pelage blanc ; les femelles sont cantonnées aux tâches domestiques et soumises au mâle dominant ;
- tout en bas de l'échelle se trouvent les poulks, des mâles au pelage blanc, qui sont les souffre-douleurs de tous.

Les Thryrans n'ont pas de religion, ils sont matérialistes. Ils vivent dans des villes pyramidales appelées aviarenk ; le système politique est une démocratie gouvernée par un ar-kar-vark (consul).
L'an 0 de leur calendrier marque la construction du premier aviarenk, et correspond à l'année 2815 du calendrier kharène. Les premiers Kharènes débarquèrent en l'an 2153 et essayèrent de coloniser les Thryrans ; ceux-ci se révoltèrent et mirent en fuite les colons. Grâce aux prisonniers Kharènes, ils firent un bond extraordinaire dans leur technologie, passant quasiment du Moyen Âge à l'époque post-industrielle. Ils construisirent leurs premiers vaisseaux spatiaux en 3450. Ils lancèrent le raid destructeur sur Lomortel, la capitale de la république kharène, en 6546, mais devant les pertes subies et effrayés par le résultat, ils décidèrent de ne plus recommencer de telle action. Dans leur calendrier, Verliz Sargh IV fut couronné en 7030.

## Règles
Les règles sont de Laurent Trémel, Eric Bouchaud, Frédéric Pannetier et Frank Bouchaud. C'est un système de jeu à compétences.
Le personnage est défini par 10 caractéristiques : force, constitution, réflexes, habileté, sens, intelligence, mémoire, logique, témérité (optionnel pour les personnages joueurs) et aura. Chaque caractéristique est déterminée par 2d8+2 (elles vont donc de 4 à 18). Le poids maximum que peut porter un personnage est égal à force × 7 kg ; son Q.I. est égal à intelligence × 10. Ces caractéristiques sont ensuite modifiées en fonction de l'espèce et de l'ethnie du personnage. On peut aussi utiliser une caractéristique optionnelle, la beauté (déterminée par 5d10) ; on définit la capacité à séduire une personne ayant les mêmes canons de beauté (a priori de la même espèce) par beauté × 2 %.
Le physique détermine la vitalité du personnage, sa capacité à résister aux blessures. Chaque partie du corps possède des points de physique.
Les compétences s'expriment sous la forme de pourcentages ; pour réussir une action, il faut faire moins que la compétence avec 1d100. À la création, elles sont déterminées par les caractéristiques (par exemple, la compétence mécanique est la somme de habileté + mémoire + sens). Le joueur a de plus 75 % à répartir à sa guise par groupes de 5 %, pour refléter son apprentissage, son expérience initiale ; seules les compétences ayant été augmentées à la création peuvent progresser par l'expérience, sauf si le personnage reprend des études ou rencontre un maître. Lorsque le personnage utilise avec succès cinq fois une telle compétence, celle-ci progresse de 1 % (sauf les compétences de combat qui progressent toutes les dix réussites).
Pour les combats, l'action est décomposée en phases de 4 secondes ; la localisation des blessures sur le corps est prise en compte. La compétence d'utilisation d'une arme définit les chances d'attaque, et on la divise par deux pour avoir les chances de parade ; la compétence combat corps à corps divisée par deux définit les chances d'esquive. Les dégâts infligés par une arme sont représentés par son facteur d'arme (FA). Lorsqu'un coup porte, ce FA est modifié par un jet de dés, puis multiplié par un coefficient en fonction de la partie du corps qui est touchée (les dégâts à la tête sont plus graves que ceux subis au pied) ; le résultat est déduit des points de physique de la partie en question (une protection permet de réduire les dégâts). Si c'est un membre, une perte de points importante peut entraîner une incapacité temporaire ou définitive (paralysie), voire une amputation ; si c'est une partie vitale (tête, poitrine), une perte de points importante peut entraîner l'inconscience (assommé, coma) ou la mort.